# Dispositivo antiabbandono
Il dispositivo antiabbandono, noto anche come salvabebè, è un dispositivo di sicurezza automobilistica progettato per prevenire l'involontario abbandono dei bambini piccoli trasportati su autoveicoli e che si attiva nel caso di allontanamento del conducente dal veicolo.
In Italia il suo utilizzo è obbligatorio dal 7 novembre 2019 per chi trasporta bambini di età inferiore ai 4 anni su autoveicoli con targa italiana oppure autoveicoli con targa estera condotti da residenti in Italia, ai sensi dell'articolo 172, comma 1-bis del Codice della strada. Il mancato uso del dispositivo antiabbandono comporta la sanzione amministrativa del pagamento di una somma da 83 a 333 euro (58,10 se la sanzione è pagata entro 5 giorni) e della decurtazione di 5 punti sulla patente di guida; se si commette nuovamente l'infrazione nell'arco dei successivi 2 anni, è prevista anche la sospensione della patente di guida da 15 giorni a 2 mesi..

## Sindrome del bambino dimenticato
La cosiddetta "sindrome del bambino dimenticato", SBD (in inglese Forgotten Baby Syndrome, FBS) può avvenire quando un genitore si trova in uno stato di grave stress o stanchezza e/o si trova a dover trasportare il proprio figlio a seguito di uno sporadico cambiamento della propria vita quotidiana, e finisce per dimenticarlo a bordo del veicolo quando se ne allontana dopo aver parcheggiato. Il genitore incaricato di accompagnare il figlio a scuola solo occasionalmente, ad esempio, può compiere soltanto l'usuale tragitto casa-lavoro, dimenticandosi involontariamente della presenza del figlio a bordo dell'autovettura. Tale dimenticanza, unitamente alle condizioni climatiche del luogo in cui avviene, può portare alla morte del bambino per colpo di calore.
Secondo alcuni studi condotti negli Stati Uniti, si verificherebbe un'amnesia dissociativa temporanea, tale per cui in certe situazioni la "memoria di abitudine" (impiegata per realizzare la routine quotidiana) può entrare in contrasto e sopraffare la "memoria prospettica" incaricata di eseguire le azioni future.
Secondo le statistiche, dal 1998 al 2013 si sarebbero verificati negli USA in media circa 38 casi all'anno di bambini morti per ipertermia all'interno di automobili chiuse, di cui il 52% dei casi dovuti alla dimenticanza del genitore, il 29% dopo che il bambino era sfuggito alla sorveglianza dei genitori e si era introdotto in auto di nascosto e il restante 19% per altre cause.
In Italia, dal 1998 al 2019, sono stati accertati undici casi di SBD:
| N  | Data              | Luogo                                           | Note  |
| -- | ----------------- | ----------------------------------------------- | ----- |
| 1  | 3 luglio 1998     | Catania                                         | [ 4 ] |
| 2  | 30 maggio 2008    | Merate (provincia di Lecco)                     | [ 4 ] |
| 3  | 18 maggio 2009    | Teramo                                          | [ 4 ] |
| 4  | 27 maggio 2011    | Passignano sul Trasimeno (provincia di Perugia) | [ 4 ] |
| 5  | 4 giugno 2013     | Piacenza                                        | [ 4 ] |
| 6  | 1º giugno 2015    | Vicenza                                         | [ 4 ] |
| 7  | 27 luglio 2016    | Firenze                                         | [ 4 ] |
| 8  | 7 giugno 2017     | Arezzo                                          | [ 4 ] |
| 9  | 18 maggio 2018    | San Piero a Grado (Pisa)                        | [ 5 ] |
| 10 | 19 settembre 2019 | Catania                                         | [ 6 ] |
| 11 | 7 giugno 2023     | Cecchignola (Roma)                              | [ 7 ] |

## Caratteristiche del dispositivo
L'utilizzo dei dispositivi anti-abbandono in Italia è obbligatorio per legge in base al regolamento di attuazione approvato con Decreto ministeriale n. 122 del 2 ottobre 2019 emanato dal Ministero delle infrastrutture e dei trasporti, all'epoca guidato dal ministro Paola De Micheli (Partito Democratico). Il dispositivo antiabbandono può essere di tre tipologie:
1. integrato all'origine nel sistema di ritenuta per bambini (seggiolino);
2. una dotazione di base o un accessorio del veicolo, compresi nel fascicolo di omologazione del veicolo stesso;
3. indipendente sia dal sistema di ritenuta per bambini sia dal veicolo.

I dispositivi anti-abbandono indipendenti possono essere di quattro tipi:
1. cuscino dotato di sensori di peso e collegato a una app sullo smartphone, su cui vengono veicolati gli allarmi, anche se un'interpretazione rigida della legge sembra escludere tale famiglia dai dispositivi a norma, non risultando lo smartphone un elemento la cui funzione prevalente è quella di prevenire l'abbandono involontario;
2. cuscino dotato di sensori di peso e collegato a un accessorio da inserire nella presa accendisigari: allo spegnimento della vettura, l'interruzione di corrente attiva un allarme qualora venga ancora rilevato un peso sul cuscino (in questo caso, tuttavia, l'allarme si aziona sistematicamente tutte le volte che l'auto viene spenta con il bimbo a bordo, anche nei casi in cui il conducente non prevede di scendere ed allontanarsi);
3. cuscino dotato di sensori di peso e collegato a un tracker-portachiavi in grado di avviare allarmi acustici e visivi in caso di allontanamento con bimbo a bordo, superando in questo modo l'interpretazione forzata della legge che non ammetterebbe lo smartphone quale elemento interconnesso del sistema (in tal caso il tracker, deputato allo scopo, ne fa le veci);
4. Clip da fissare a latere del seggiolino, collegata a una app dedicata, in grado di ricordare all'utente di verificare la presenza del bimbo a bordo all'allontanamento dello smartphone dalla vettura. Quest'ultimo metodo difficilmente può essere considerato a norma perché richiede ogni volta una attivazione manuale (aggancio / sgancio) da parte dell'utente.
5. Dispositivo elettronico da mettere ovunque si vuole in auto che, collegato ad un'app dedicata, ricorda all'utente la presenza del bimbo nel caso egli si allontanasse dalla vettura. Per essere a norma di legge, questo dispositivo deve avere dei sensori per rilevare il bambino o delle logiche di utilizzo, ovvero un insieme di funzioni che permettono la funzione anti abbandono rispettando la legge.

Il dispositivo antiabbandono deve infatti essere in grado di attivarsi automaticamente ad ogni utilizzo, senza ulteriori azioni da parte del conducente, dando un segnale di conferma al conducente nel momento dell'avvenuta attivazione. 
Nel caso in cui il dispositivo antiabbandono rilevi l'allontanamento del conducente dall'autoveicolo con il bambino ancora a bordo, deve inviare tempestivamente un segnale di allarme attraverso appositi segnali visivi e acustici o visivi e aptici, percepibili all'interno o all'esterno del veicolo, e deve essere in grado di attivare il sistema di comunicazione automatico per l'invio, per mezzo delle reti di comunicazione mobile senza fili, di messaggi o chiamate. 
Il dispositivo "indipendente", inoltre, deve essere basato su sistemi elettronici con logiche di utilizzo o che utilizzano appositi sensori e, nell'interazione con il veicolo o con il sistema di ritenuta, non deve alterarne le caratteristiche di omologazione. Al netto di questi limiti, quindi, un utente non è obbligato ad acquistare un nuovo seggiolino, ma può limitarsi ad aggiungere a quello esistente il dispositivo antiabbandono.